# Arbouans
Arbouans is een gemeente in het Franse departement Doubs (regio Bourgogne-Franche-Comté). De plaats maakt deel uit van het arrondissement Montbéliard. Arbouans telde op 1 januari 2022 891 inwoners.

## Geografie
De oppervlakte van Arbouans bedraagt 1,32 vierkante kilometer; de bevolkingsdichtheid is 689 inwoners per km² (per 1 januari 2019).
De onderstaande kaart toont de ligging van Arbouans met de belangrijkste infrastructuur en aangrenzende gemeenten.

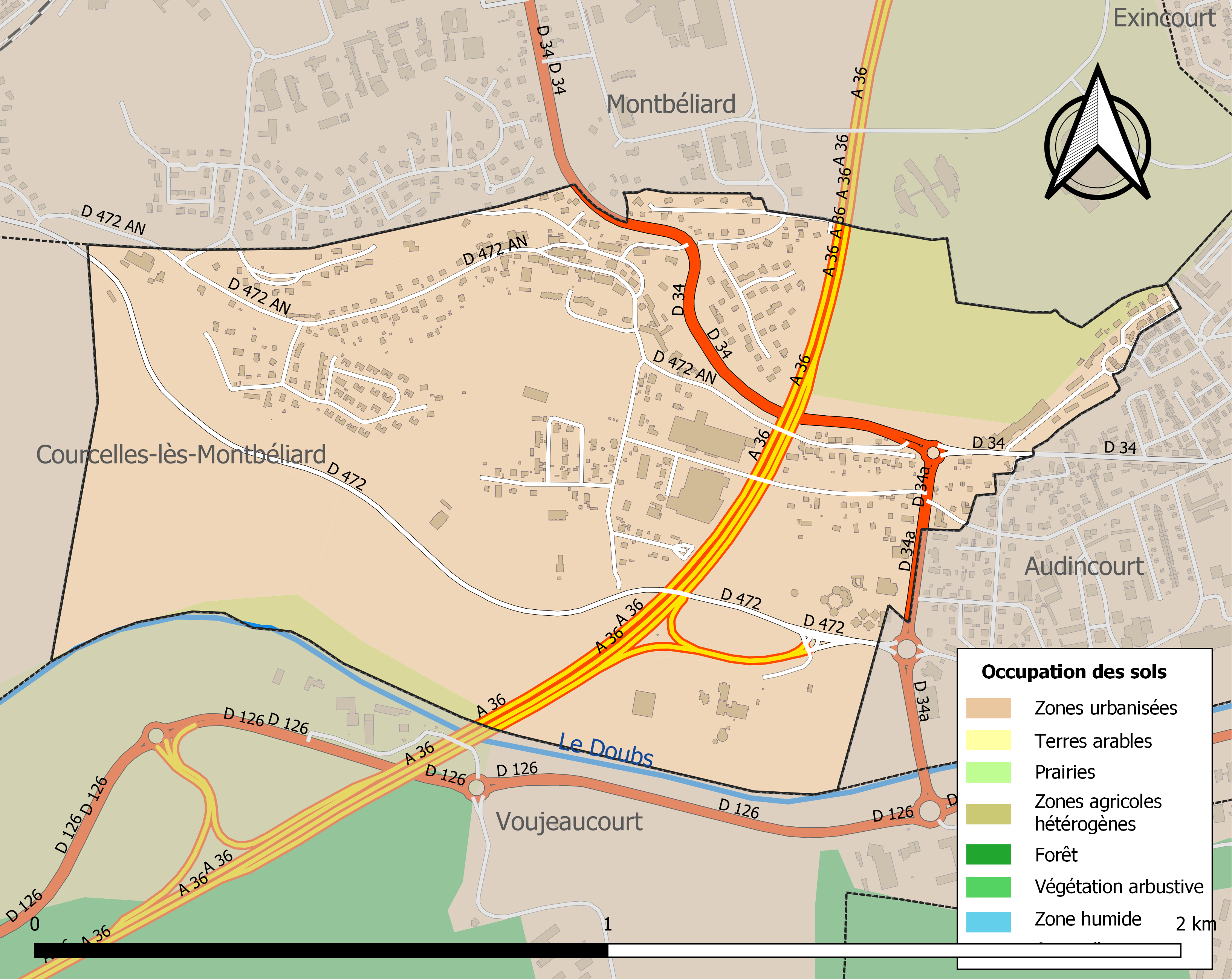

## Demografie
Onderstaande figuur toont het verloop van het inwonertal (bron: INSEE-tellingen).